# 黑點鰍
黑點鰍為輻鰭魚綱鯉形目鰍科的其中一種，為温帶淡水魚，分布於歐洲羅馬尼亞多瑙河三角洲流域，體長可達8公分，棲息在河川中下游沙底質底層水域，生活習性不明。

## 扩展阅读
維基物種上的相關：黑點鰍